# اندیس سوراخ مار (۱)، (۲)
سوراخ مار (۱)،(۲) یک اندیس فلزی است که در حوالی شهر"ساردوئیه یا درب بهشت" استان کرمان قرار دارد و مادهٔ معدنی موجود در آن، مولیبدنیت است.  